# 에스토니아컵
에스토니아컵(에스토니아어: Eesti Karikas)은 에스토니아 축구 협회에서 주관하는 토너먼트 축구 대회이다. 2012년부터 에스토니아에서 가장 위대한 골키퍼로 여겨지는 에발드 티프네르(Evald Tipner)의 이름을 따서 에발드 티프네리 카리카버이스틀루세드(Evald Tipneri karikavõistlused - 에발드 티프네르 컵대회)라고도 불린다.
우승팀은 해당 시즌 및 우승팀명이 새겨진 트로피를 수여받아 다음 시즌 대회까지 소유할 수 있다. 또한 다음 시즌 UEFA 유로파컨퍼런스리그 1차 예선라운드에 진출하게 된다.

## 구조
메이스트릴리가부터 지역 리그까지 같은 시즌에 참가하는 모든 팀이 대회에 참가할 수 있다. 대회는 단일 토너먼트 방식으로 진행된다. 각 라운드 전에 각 상대팀은 무작위로 추첨되며, 각 경기는 먼저 추첨된 팀의 홈구장에서 진행된다. 보통 1라운드 추첨은 이전 토너먼트 결승전 장소에서 진행된다. 현재 결승전은 A. 레 코크 아레나에서 개최되고 있다.

## 결승전

### 공식 대회
| 시즌      | 우승팀 (횟수)           | 득점        | 준우승팀                 |
| --------- | ----------------------- | ----------- | ------------------------ |
| 1938      | 탈린나 스포르트 (1)     | 1–1 (연장)  | TJK                      |
| 1938      | 탈린나 스포르트 (1)     | 2–1 (연장)  | TJK                      |
| 1939      | TJK (1)                 | 4–1         | 칼레브 탈린              |
|           |                         |             |                          |
| 1992–93   | 니콜 (1)                | 0–0 (4–2 P) | 노르마                   |
| 1993–94]  | 노르마 (1)              | 4–1         | 나르바 트란스            |
| 1994–95   | 플로라 (1) D            | 2–0         | 란타나/마를레코르        |
| 1995–96   | 탈린나 사담 (1)         | 2–0         | 에스티 펄레브키비 여흐비 |
| 1996–97   | 탈린나 사담 (2)         | 3–2         | 란타나                   |
| 1997–98   | 플로라 (2) D            | 3–2         | 란타나                   |
| 1998–99   | 레바디아 마르두 (1)1 D  | 3–2         | 빌리안디 툴레비크        |
| 1999–2000 | 레바디아 마르두 (2)1 D  | 2–0         | 빌리안디 툴레비크        |
| 2000–01   | 나르바 트란스 (1)       | 1–0 (연장)  | 플로라                   |
| 2001–02   | 레바디아 탈린 (1)1      | 2–0         | 레바디아 마르두1         |
| 2002–03   | TVMK (1)                | 2–2 (4–1 P) | 플로라                   |
| 2003–04   | 레바디아 탈린 (3) D     | 3–0         | TVMK                     |
| 2004–05   | 레바디아 탈린 (4)       | 1–0         | TVMK                     |
| 2005–06   | TVMK (2)                | 1–0         | 플로라                   |
| 2006–07   | 레바디아 탈린 (5) D     | 3–0         | 나르바 트란스            |
| 2007–08   | 플로라 (3)              | 3–1         | 마그 탐메카              |
| 2008–09   | 플로라 (4)              | 0–0 (4–3 P) | 넘메 칼리우              |
| 2009–10   | 레바디아 탈린 (6)       | 3–0         | 플로라                   |
| 2010–11   | 플로라 (5) D            | 2–0         | 나르바 트란스            |
| 2011–12   | 레바디아 탈린 (7)       | 3–0         | 나르바 트란스            |
| 2012–13   | 플로라 (6)              | 3–1         | 넘메 칼리우              |
| 2013–14   | 레바디아 탈린 (8) D     | 4–0         | 산토스                   |
| 2014–15   | 넘메 칼리우 (1)         | 2–0         | 파이데 린나메스콘드      |
| 2015–16   | 플로라 (7)              | 3–0 (연장)  | 실라매에 칼레브          |
| 2016–17   | FCI 탈린 (1)            | 2–0         | 타르투 탐메카            |
| 2017–18   | 레바디아 탈린 (9)       | 1–0         | 플로라                   |
| 2018–19   | 나르바 트란스 (2)       | 2–1 (연장)  | 넘메 칼리우              |
| 2019–20   | 플로라 (8) D            | 2–1         | 나르바 트란스            |
| 2020–21   | 레바디아 탈린 (10) D    | 1–0         | 플로라                   |
| 2021–22   | 파이데 린나메스콘드 (1) | 1–0 (연장)  | 넘메 칼리우              |
| 2022–23   | 나르바 트란스 (3)       | 2–1         | 플로라                   |
| 2023-24   | 레바디아 탈린 (11)      | 4–2         | 파이데 린나메스콘드      |

1레바디아는 FC 레바디아 마르두로 창단하였다. 2004년까지 FC 레바디아 탈린은 레바디아 철강회사가 소유한 별개의 팀이었다. 2004년에 레바디아 마르두는 레바디아 탈린과 합병하며 연고지를 탈린으로 옮겼고, FC 레바디아 탈린으로 구단명을 변경하였다, 전 레바디아 탈린은 2군팀으로 조직되어 FC 레바디아 II 탈린이 되었다.
D – 같은해에 메이스트릴리가도 우승하며 더블을 기록한 팀을 나타낸다.

### 비공식 대회
1940년부터 1991년까지는 1차 소련 침공, 독일의 침공, 2차 소련 침공으로 공식적으로 대회가 열리지 못했다.
| 시즌 | 우승            | 준우승        | 득점 |
| ---- | --------------- | ------------- | ---- |
| 1940 | TJK             | 에스타 탈린   | 4–1  |
| 1942 | 탈린나 스포르트 | 칼레브 패르누 | 3–0  |
| 1943 | PSR 타르투      | 칼레브 탈린   | 1–0  |

## 구단별 우승 횟수
| 구단명                   | 우승 | 준우승 |
| ------------------------ | ---- | ------ |
| 레바디아 탈린            | 11   | 1      |
| 플로라                   | 8    | 7      |
| 나르바 트란스            | 3    | 5      |
| TVMK                     | 2    | 2      |
| 탈린나 사담              | 2    | -      |
| 넘메 칼리우              | 1    | 4      |
| 파이데 린나메스콘드      | 1    | 2      |
| TJK                      | 1    | 1      |
| 노르마                   | 1    | 1      |
| 니콜                     | 1    | -      |
| 탈린나 스포르트          | 1    | -      |
| 레바디아 II              | 1    | -      |
| FCI 탈린                 | 1    | -      |
| 란타나                   | -    | 3      |
| 빌리안디 툴레비크        | -    | 2      |
| 타르투 탐메카            | -    | 2      |
| 에스티 펄레브키비 여흐비 | -    | 1      |
| 탈린나 칼레브            | -    | 1      |
| 산토스                   | -    | 1      |
| 실라매에 칼레브          | -    | 1      |